# 昆仑策研究院
昆仑策研究院是中华人民共和国的一个资讯合成类政经评论网站，隶属昆仑策咨询服务（北京）有限公司。政治立场为左派至极左，宣扬毛泽东主义。据该网站自述，其是由“部分军地老同志、专家学者和企业家发起成立的综合性战略研究和咨询服务机构”。司马南、张维为、郭松民等左翼或民粹主义人士为其“智库学者”。